# Elzan Bibić
Elzan Bibić (in serbo Елзан Бибић?; Karajukića Bunari, 8 gennaio 1999) è un mezzofondista e maratoneta serbo, medaglia di bronzo nei 1500 metri piani ai Campionati europei under 23 di atletica leggera 2019.

## Biografia

### Primi anni di vita
Bibić è nato a Karajukića Bunari, villaggio del comune di Sjenica, conosciuto come la "Siberia" della Serbia a causa delle temperature estremamente fredde che vi si registrano frequentemente. Karajukića Bunari si trova a un'altitudine superiore ai 1.000 metri, in quanto si trova su un altopiano chiamato Pešter. Bibić ha frequentato una scuola di medicina a Novi Pazar. I suoi genitori durante la giovane età sono stati anche loro atleti. Suo padre Murat giocava a calcio e sua madre Fatima giocava a pallavolo.

### Carriera
Dopo aver iniziato in giovane età a giocare a calcio, conosce il mondo dell'atletica leggera e diventa corridore di lunga distanza.
Nel 2015, all'età di sedici anni, vince la sua prima medaglia d'oro internazionale nella gara maschile dei 3000 metri al Festival olimpico estivo della gioventù europea, con un tempo di 8'50''10.
Il 7 luglio 2017, vince una gara di 3000 metri in un incontro di atletica a Zenica. A gara conclusa sentì un forte dolore al ginocchio e, successivamente, gli venne diagnosticata una lesione ai legamenti del ginocchio.
Il 4 settembre 2018, Bibić registra il suo record personale di 3'37''79 (e ancora oggi detiene il record nazionale serbo U20) nei 1500 metri maschili all'incontro Hanžeković Memorial di Zagabria, classificandosi all'ultimo posto tra un nutrito gruppo internazionale guidato dal primo classificato, il keniota Elijah Manangoi.
Ai Campionati mondiali di atletica indoor del 2022 a Belgrado si è classificato 6° nella seconda batteria dei 3000 metri con il tempo di 7'52''78 non ottenendo però l'accesso per le finali.
Il 4 agosto 2023 ha vinto, al meeting di atletica di Berna, la gara dei 1.500 metri, realizzando il nuovo record senior nazionale di 3 minuti 34 secondi e 20 millesimi, battendo il precedente record di Dragan Zdravković ottenuto nel 1983.

## Record personali
- 800 metri piani – 1'50''31 (Ćuprija 2021)
- 1500 metri piani – 3'35''07 (Zagabria 2020)
  - 1500 metri indoor – 3'37''84 (Belgrado 2022) 
  - Miglio indoor – 3'55''90 (Ostrava 2023)
- 3000 metri piani – 7'39''45 (Rovereto 2021) 
  - 3000 metri indoor – 7'39''96 (Toruń 2022)
- 5000 metri piani – 13'24''42 (Huelva 2022)

## Palmarès
| Anno | Manifestazione              | Sede         | Evento       | Risultato | Prestazione | Note                                     |
| ---- | --------------------------- | ------------ | ------------ | --------- | ----------- | ---------------------------------------- |
| 2015 | Festival olimpico           | Tbilisi      | 1500 m piani | Argento   | 4'01"62     |                                          |
| 2015 | Festival olimpico           | Tbilisi      | 3000 m piani | Oro       | 8'50"10     |                                          |
| 2016 | Campionati balcanici indoor | Istanbul     | 3000 m piani | Oro       | 8'16"72     |                                          |
| 2016 | Europei allievi             | Tbilisi      | 800 m piani  | 8º        | 1'56"12     |                                          |
| 2016 | Europei allievi             | Tbilisi      | 3000 metri   | Oro       | 8'09"06     |                                          |
| 2016 | Mondiali U20                | Bydgoszcz    | 1500 m piani | 11º       | 3'51"58     |                                          |
| 2016 | Mondiali U20                | Bydgoszcz    | 5000 m piani | 8º        | 13'51"40    |                                          |
| 2017 | Campionati balcanici indoor | Belgrado     | 3000 m piani | Oro       | 8'06"98     |                                          |
| 2018 | Campionati balcanici indoor | Istanbul     | 3000 m piani | Oro       | 8'08"34     |                                          |
| 2018 | Giochi del Mediterraneo     | Tarragona    | 1500 m piani | Batteria  | dnf         |                                          |
| 2018 | Giochi del Mediterraneo     | Tarragona    | 5000 m piani | 13°       | 14'32"05    |                                          |
| 2018 | Mondiali U20                | Tampere      | 1500 m piani | 6°        | 3'44"65     |                                          |
| 2018 | Mondiali U20                | Tampere      | 5000 m piani | 8°        | 14'15"37    |                                          |
| 2018 | Campionati balcanici        | Stara Zagora | 1500 m piani | Oro       | 3'43"36     |                                          |
| 2018 | Campionati balcanici        | Stara Zagora | 3000 m piani | Oro       | 8'15"06     |                                          |
| 2018 | Europei di corsa campestre  | Tilburg      | Gara U20     | Bronzo    | 18'11       |                                          |
| 2019 | Campionati balcanici indoor | Istanbul     | 1500 m piani | Oro       | 3'43"13     |                                          |
| 2019 | Europei indoor              | Glasgow      | 1500 m piani | Batteria  | 3'47"94     |                                          |
| 2019 | Europei U23                 | Gävle        | 1500 m piani | Bronzo    | 3'50"90     |                                          |
| 2019 | Europei U23                 | Gävle        | 5000 m piani | 8º        | 14'26"40    |                                          |
| 2020 | Campionati balcanici indoor | Istanbul     | 1500 m piani | Oro       | 3'50"18     |                                          |
| 2021 | Campionati balcanici        | Smederevo    | 1500 m piani | Oro       | 3'52"23     |                                          |
| 2021 | Europei U23                 | Tallinn      | 1500 m piani | 4º        | 3'40"91     |                                          |
| 2022 | Mondiali indoor             | Belgrado     | 3000 m piani | Batteria  | 7'52"78     |                                          |
| 2022 | Giochi del Mediterraneo     | Orano        | 1500 m piani | 10°       | 3'45"42     |                                          |
| 2022 | Europei                     | Monaco       | 5000 m piani | 18°       | 13'39"60    |                                          |
| 2023 | Europei indoor              | Istanbul     | 3000 m piani | Bronzo    | 7'44"03     |                                          |
| 2023 | Mondiali                    | Budapest     | 1500 m piani | Batteria  | 3'37"45     |                                          |
| 2024 | Mondiali indoor             | Glasgow      | 1500 m piani | Batteria  | 3'39"98     | Miglior prestazione personale stagionale |
| 2024 | Europei                     | Roma         | 5000 m piani | 6°        | 13'24"54    |                                          |
| 2024 | Giochi olimpici             | Parigi       | 5000 m piani | Batteria  | 14'14"46    |                                          |
| 2025 | Europei indoor              | Apeldoorn    | 3000 m piani | Batteria  | 8'01"67     |                                          |